# Sibyrtios
Sibyrtios (en grec ancien Σιβύρτιος / Sibyrtios) est un général d'Alexandre le Grand et le satrape d'Arachosie et de Gédrosie.

## Biographie
Vraisemblablement originaire de Crète, Sibyrtios devient en 325 av. J.-C. satrape de Carmanie, succédant à un officier exécuté sur ordre d'Alexandre. Il est rapidement remplacé par Tlépolème et reçoit l'Arachosie (où il remplace le défunt Memnon) et la Gédrosie (à la mort de Thoas). Cette désignation est confirmée par les accords de Babylone et ceux de Triparadisos, comme c'est le cas pour la plupart des satrapies orientales.
En 317, il se joint à la coalition des satrapes de Haute Asie dirigée par Peucestas contre Peithon en amenant 1 000 fantassins et 610 cavaliers . En 316, il rallie à Eumène de Cardia dans la campagne contre Antigone le Borgne mais il ne cesse de contester l'autorité du nouveau « stratège d'Asie » qui le menace d'un procès. C'est ainsi que Sibyrtios préfère fuir à la tête de  ses troupes avant le début de la bataille de Gabiène. En récompense, Antigone le maintient à la tête de ses provinces et le désigne commandant des Argyraspides avec pour mission de les éliminer dans de vaines campagnes en Arachosie.
Il se rallie par la suite à Séleucos. Vers 303, il accueille à sa cour le diplomate et géographe Mégasthène en route pour Pataliputra sur le Gange. Il conserve son autorité jusqu'à la conquête de Chandragupta Maurya, fondateur de l'empire Maurya, en 303.

## Sources antiques
- Diodore de Sicile, Bibliothèque historique [détail des éditions] [lire en ligne], XIX.
- Justin, Abrégé des Histoires philippiques de Trogue Pompée [détail des éditions] [lire en ligne].
- Quinte-Curce, L'Histoire d'Alexandre le Grand [lire en ligne].